# Natsuko Hara
Natsuko Hara (原 菜摘子 Hara Natsuko?), född 1 mars 1989, är en japansk tidigare fotbollsspelare.
Natsuko Hara spelade 2 landskamper för det japanska landslaget.